# Festival Internacional de Jazz de Montreal

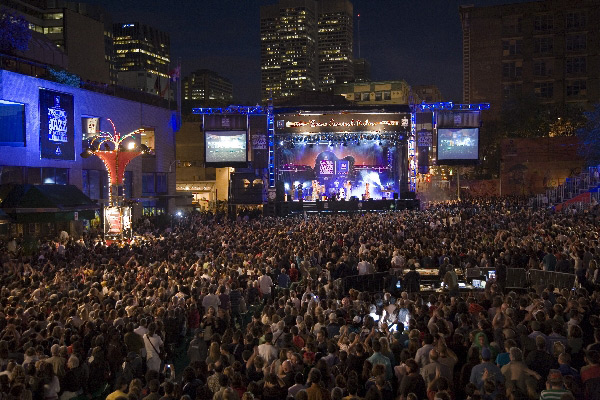
Festival Internacional de Jazz de Montreal.

Festival Internacional de Jazz de Montreal (em francês:  Festival International de Jazz de Montréal; em inglês:  Montreal International Jazz Festival) é um festival anual de jazz realizado em Montreal, Quebec, Canadá. O evento detém o recorde de 2004 do Guinness World Records como o maior festival de jazz do mundo. Todos os anos, possui cerca de 3.000 artistas de 30 países, mais de 650 concertos (incluindo 450 apresentações ao ar livre) e recebe mais de 2 milhões de visitantes (12,5% dos turistas) e 300 jornalistas credenciados. O festival acontece em 20 palcos diferentes, que incluem estádios ao ar livre e salas de concertos cobertas.
Uma parte importante do núcleo do centro da cidade fica fechada ao trânsito por dez dias, pois espetáculos ao ar livre e gratuitos são abertos ao público e realizados em várias etapas e ao mesmo tempo, do meio dia até a meia-noite. Os "concertos do grande evento do festival normalmente atraem entre 100.000 e 150.000 pessoas" e ocasionalmente podem exceder 200.000. Os shows são realizados em uma grande variedade de locais, desde clubes de jazz relativamente pequenos até as grandes salas de concerto da Place des Arts. Alguns dos shows ao ar livre são realizados nas ruas, enquanto outros estão em parques de terraços. Não deve confundir-se com o Festival de Jazz de Montreux, na Suíça, que é o segundo maior festival de jazz do mundo depois de Montreal.